# Claes Quaade Mortensen
Claes Quaade Mortensen (født 11. november 1986) er en skuespiller fra Danmark. Han har spillet med i flere film, men fik sit gennembrud som Emil Jensen i tv-serien på TV2 Zulu, SJIT Happens, hvor han var med i alle sæsonerne fra 1 til 5.

## Karriere
Claes Quaade Mortensen var egentlig til audition som Olau, men han endte med rollen som Emil i tv-serien Sjit Happens. Denne rolle gav ham i 2016 en Robert-nominering.